# Ernst von Beling

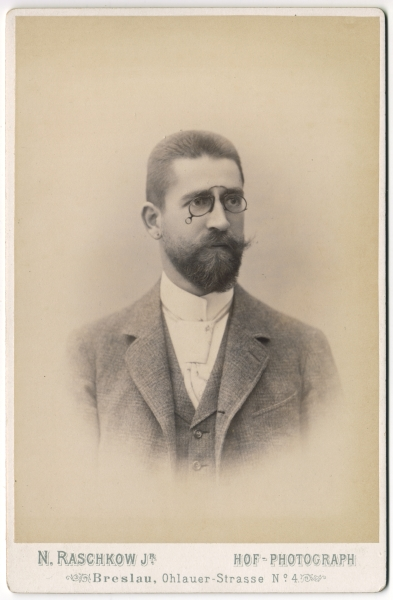
Fotografía de Ernst Ludwig von Beling.

Ernst Ludwig von Beling (Glogovia, 19 de junio de 1866 - Múnich, 18 de mayo de 1932) fue un jurista alemán especializado en Derecho penal.

## Biografía
Beling nació en Silesia. Su padre era juez y su madre venía de una familia de abogados de Görlitz, hija del abogado distrital Paul. En 1885 inició sus estudios jurídicos en la Universidad de Leipzig, donde había despertado el interés por el derecho penal bajo influencia de Karl Binding. Beling escribió: "Me hice criminalista, así que Binding me enseñó tal materia."
En 1886 ingresó en la Universidad de Breslavia, donde se formó durante tres semestres y se doctoró en 1890. El 14 de enero de 1893 realizó en Berlín su "Gran Examen" (Große Staatsprüfung).
Beling, que había enviado sus referencias mientras completaba su formación, se hizo profesor asistente de "derecho penal, proceso penal, proceso civil y derecho internacional" en la Universidad de Breslavia. Allí recibió una cátedra asociada, como sucesor de Alfred Schultze, de "derecho penal, proceso penal, proceso civil y derecho internacional" y también de "introducción al derecho". El 2 de julio de 1898, tras la muerte de Hans Bennecke -y por indicación de este- se hizo profesor.
En 1900 impartió clases en la Universidad de Gießen, pero permaneció allí solamente cinco semestres pues en el otoño de 1902 fue invitado por la Universidad de Tubinga. Allí realizó, en 15 de enero de 1903 su lección inaugural, titulada "Die Beweisverbote als Grenze dé Wahrheitsforschung im Strafprozess." (La prohibición de las pruebas como límite de la verdad en la instrucción criminal). Allí publicó su principal obra -Die Lehre vom Verbrechen- donde desarrolló el concepto del tipo como fundamental para la dogmática de la ciencia penal. En el bienio 1912-1913 fue rector de esta universidad, mudándose a mediados de 1913 a Múnich, donde impartió clase hasta su muerte, en 1932.